# Avaj
Āvaj (farsi آوج) è una città dello shahrestān di Boyinzahra, circoscrizione di Avaj, nella provincia di Qazvin in Iran. Aveva, nel 2006, una popolazione di 3.695 abitanti. 
La città era vicina all'epicentro del terremoto del 22 giugno 2002. 